# Distorsion (musique)
Pour les articles homonymes, voir Distorsion.

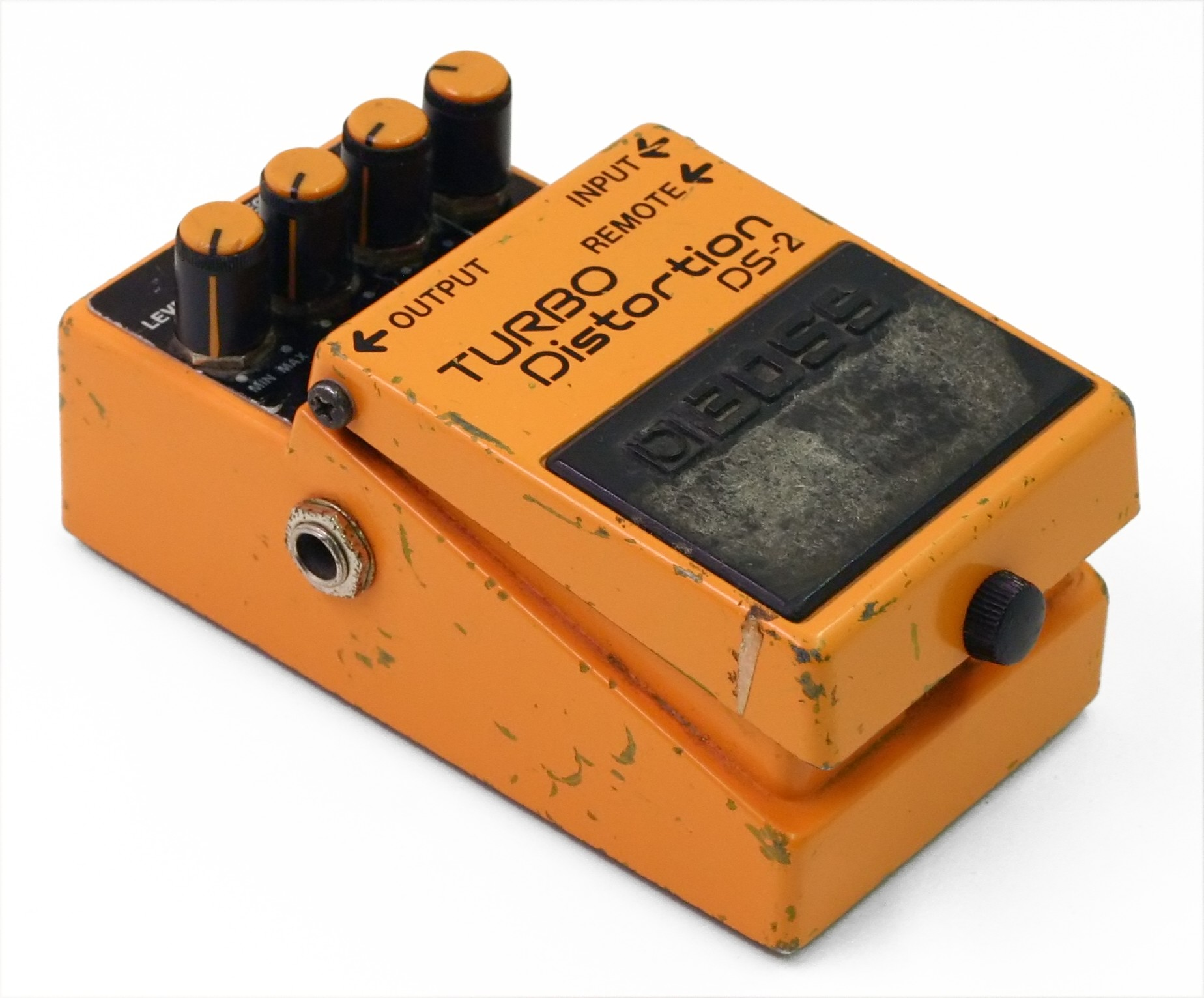
Pédale d'effet Turbo Distortion, fabriquée par l'entreprise Boss.

La distorsion est un effet audio utilisé dans la création de sons saturés et distordus, en compressant les pics du signal audio d'un instrument de musique électronique et en y ajoutant des partiels acoustiques. Un effet par distorsion est également appelé, à tort, « gain », et s'applique principalement aux guitares électriques,,, mais peut également s'appliquer aux instruments de nombreux genres de musiques électroniques, et à la voix avec les voicetones. L'overdrive et la fuzz sont des effets similaires.

## Caractéristiques
Avec la distorsion, les notes jouées acquièrent un son diffus, aigrelet (le grain ou « crunch ») qui les rend moins claquantes, mais plus épaisses. Plus la distorsion est augmentée et plus le son naturel de l'instrument (souvent la guitare électrique) est modifié, transformé au profit du crunch et du sustain qui augmentent. Cet effet, obtenu par saturation d'un amplificateur classique ou à l'aide d'un module (ou pédale) d'effet ad hoc, procède par écrêtage, comprime l'attaque de la note jouée tout en augmentant ses harmoniques, lui donnant ainsi plus de tenue et de fluidité ainsi qu'un timbre substantiellement modifié. Selon les réglages de l'instrument et de l'amplificateur, le son produit gagne en chaleur mais perd en dynamique et en clarté.

### Écrêtage

Les différentes formes d'écrêtage. En orange, la distorsion du signal apparaît.

Dans les pédales de fuzz, l'amplitude du signal est augmentée et ses extrémités sont coupées, de telle manière que le signal ne peut pas dépasser une certaine amplitude avec à la clé un effet de saturation. Toute valeur dépassant le seuil fixé sera limitée à la borne maximale autorisée par le système (hard-limit ou hard-clipping). La plage de valeurs possibles peut être conditionnée par la tension d'alimentation du circuit, par la présence de diodes ou de composants qui bloquent l'amplitude du signal. 
Dans un tube électronique et les systèmes simulant les effets analogiques, la limitation n'est pas parfaite. Le sommet du signal est écrasé, offrant ainsi une distorsion qui restitue mieux le signal original. Ce type de son, l'« overdrive », est plus doux à l'oreille. Le terme vient de la façon de conduire (drive en anglais) le signal au-delà (over) de l'amplification habituelle des lampes. Les circuits basés sur des transistors et des puces essaient de simuler ce son « chaud » caractéristique des tubes. 

### Égalisation et filtrage
La distorsion des sons de guitare habituellement rencontrée dans le rock est obtenue grâce à une transformation du signal depuis l'instrument jusqu'aux enceintes. Les caractéristiques de la distorsion dépendent de chacun des maillons de la chaîne : 
- instrument : micros (simple ou double bobinages, nombre de tours, aimants, fréquence de résonance[6]), cordes (tirant, métal, etc.), électronique (potentiomètres, condensateurs)
- pédales
- amplificateur : transistors, diodes, tubes, types de composants et matériaux utilisés (germanium, silicium, etc.)
- alimentation électrique : présence d'un bruit de fond (la plupart du temps indésirable et supprimé par divers moyens)
- enceintes : elles peuvent produire un effet de distorsion si elles sont poussées dans leurs retranchements

Le style de distorsion pourra être contrôlé en changeant la courbe de réponse fréquentielle avant et après chaque étage de distorsion. C'est le cas par exemple d'une pédale wah-wah qui accentue le spectre près de la fréquence de coupure ou d'une pédale d'équalisation qui favorisera les basses et les fréquences moyennes du signal de la guitare avant de l'envoyer plus loin dans la chaîne sonore. Dans le cas de l'amplificateur, on pourra agir sur la tonalité en accentuant les basses et en limitant les hautes fréquences. Les paramètres poussés au maximum sont plutôt utilisés pour les sons « metal ». L'augmentation des basses et des hautes fréquences en réduisant ou éliminant le milieu du spectre (environ 750 Hz) produira un son sourd. La configuration inverse qui consiste à diminuer les basses et augmenter les fréquences plus élevées fournit un son plus ou moins criard, moins étouffé.

## Histoire
Selon la légende[réf. nécessaire] la distorsion aurait été inventée par The Kinks pour leur titre You Really Got Me ; Dave Davies lacère le haut-parleur de son petit ampli, un Watkins (ou un ElPico), lequel produit un son distordu, les effets fuzz électroniques étant rares à l'époque. Cependant, le groupe ayant été formé en 1964, il serait surprenant que cette légende soit fondée, puisque la distorsion aurait été utilisée dès 1956 par Paul Burlison, le guitariste du trio rockabilly de Johnny Burnette, qui, l'ayant découverte au cours d'un incident technique (il avait heurté accidentellement son ampli et aurait alors découvert que le son était distordu), l'aurait ensuite réemployée sur les titres The Train Kept A-Rollin' et Honey Hush. Cette version (diffusée par Paul Burlison lui-même) est cependant contestée.
On a aussi fortement supposé que l'histoire se tient ainsi, d'ordre plutôt technique : la distorsion équipait déjà les amplificateurs mais les fabricants recommandaient de ne pas trop agir sur le réglage de gain (étage d'entrée de l'ampli qui reçoit le signal provenant de la guitare), auquel cas le son perdait sa clarté. En effet, un amplificateur était conçu pour « amplifier » le son et non pour le dénaturer. À l'heure actuelle et depuis les années 1960, cette distorsion est une composante indispensable pour tout guitariste de rock et apparenté.[réf. nécessaire]
Les premières applications intentionnelles de la distorsion ont été appliquées en s'approchant des limites des amplificateurs et des haut-parleurs. Par la suite, l'essor de l'électronique a permis de produire un grand nombre de pédales d'effet de distorsion grâce à des amplificateurs opérationnels, des transistors et des composants classiques. L'informatique offre des possibilités infinies en matière de modélisation d'effets. Des logiciels permettent de simuler les effets de distorsion pour un coût en général moindre par rapport aux pédales.

## Types

### Amplificateurs à lampe

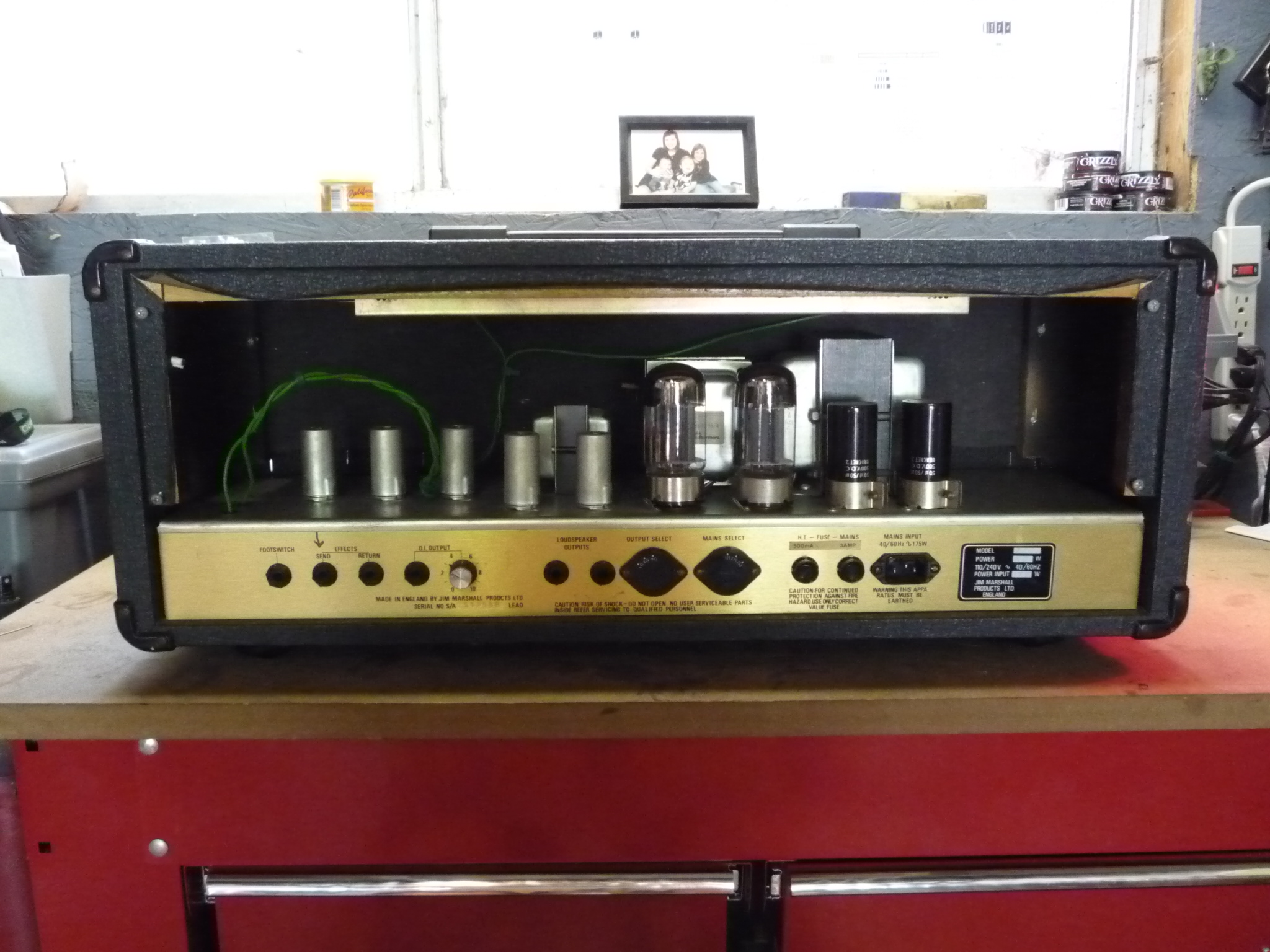
Arrière d'un ampli à lampes Marshall JCM800.

La distorsion peut être réalisée avec un amplificateur à lampes. Elle repose sur le phénomène obtenu dans un tube électronique dont l'amplification est poussée à la limite de la distorsion, de manière qu'un grattage franc des cordes produise un niveau de distorsion plus élevé qu'un toucher plus délicat. Dépasser cette frontière (edge of break-up en anglais) amène progressivement à un son de plus en plus « crunchy ». D'autres éléments influencent grandement la distorsion obtenue : micros (single coil ou humbucker), cordes, électronique, type de jeu, etc. L'utilisation d'une pédale d'effet de boost (ou un treble booster) permet d'augmenter le signal envoyé dans le préampli, ce qui augmente la distorsion.

### Atténuation de la puissance

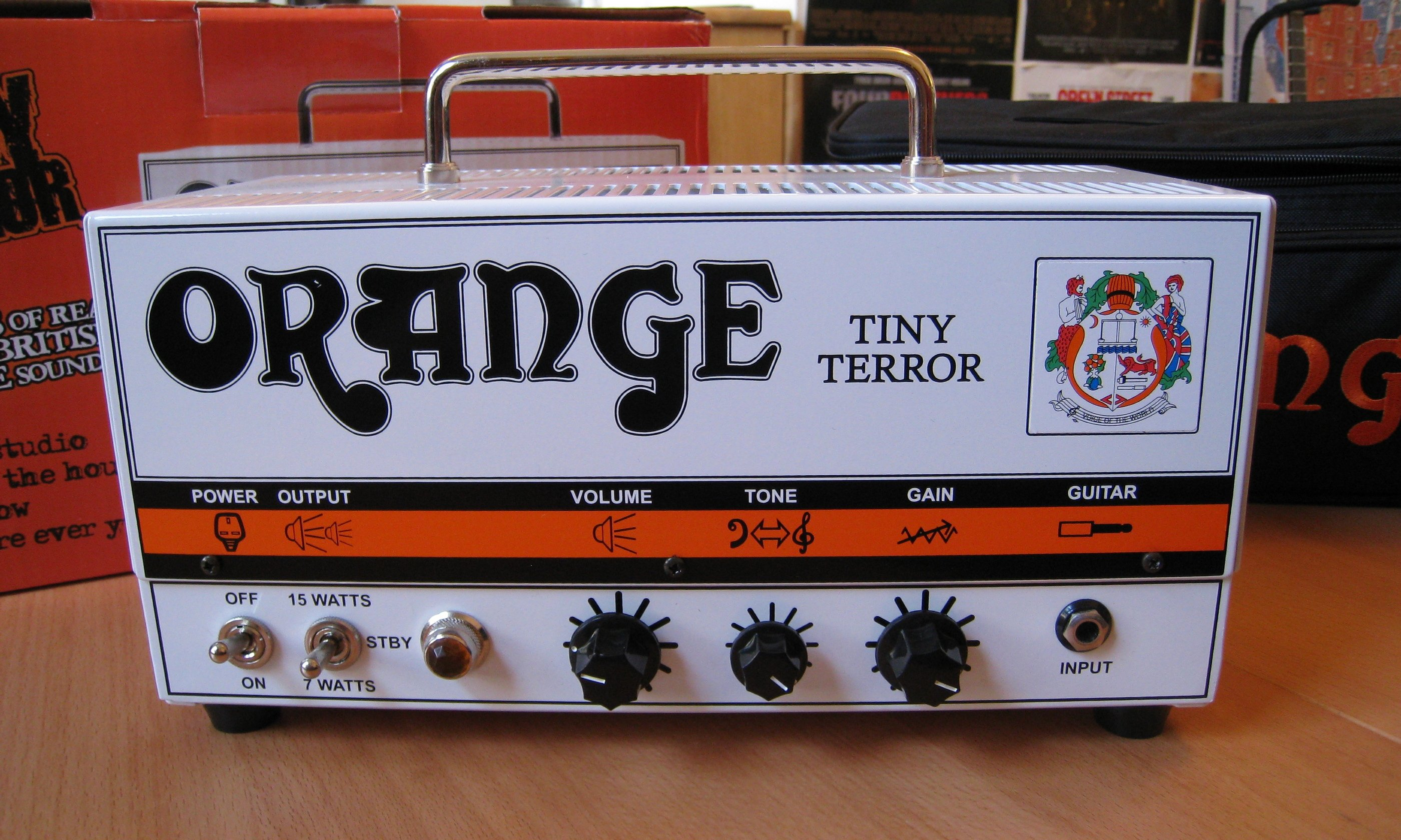
Sur cette tête d'ampli Orange se trouve un réglage de gain (taux de saturation) et un réglage de volume.

Sur les premiers amplificateurs à lampes, il n'existait qu'un réglage de volume : pour obtenir une saturation, même légère, il était nécessaire de jouer à un volume sonore élevé. L'ajout d'un réglage de master volume permet de pallier ce problème : le gain du préampli devient indépendant du volume de sortie. 
Il est possible d'obtenir une distorsion à un volume moins élevé en utilisant des réducteurs de puissance qui diminuent le nombre de watts fournis par l'amplificateur. Dans un ampli à lampes, la saturation peut en effet être produite à la fois par les lampes du préampli, mais également par les lampes de puissance. Il est alors nécessaire de jouer l'ampli à fort volume pour obtenir la saturation désirée. Afin de garder un volume sonore modéré, l'atténuateur permet de monter le volume tout en d'absorbant une partie de la puissance produit par l'amplificateur. 
Une autre solution consiste à utiliser des lampes nécessitant moins d'énergie (un quart de watt ou moins par exemple). L'isolation des enceintes ou l'utilisation de haut-parleurs avec une efficacité moindre permettent également de limiter le volume.

### Pédales d'effet

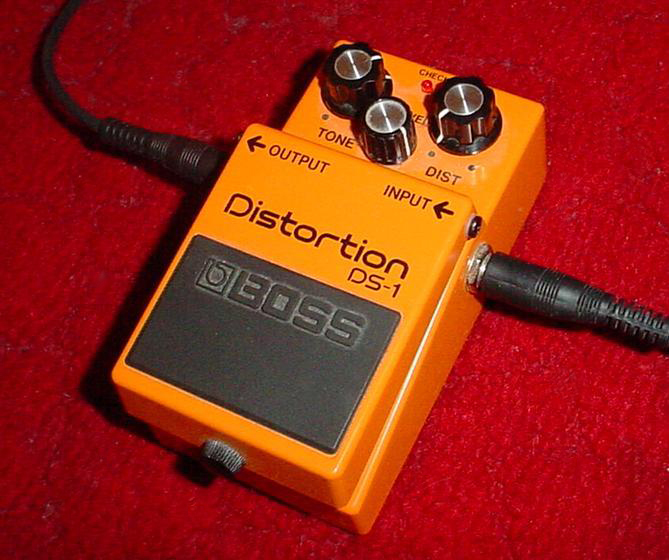
Boss DS-1, une pédale de distorsion très populaire.

Entre les années 1960 et le début des années 1970, la distorsion était essentiellement obtenue via les amplificateurs, les guitaristes utilisaient l'astuce de réduire le volume de leur guitare pour éclaircir le son et de l'augmenter pour faire apparaitre la distorsion, ce qui est peu pratique en situation de scène. Plus tard, les pédales d'effet ont permis de transformer le signal de l'instrument avant que celui-ci ne rentre dans l'amplificateur : c'est alors la pédale et non plus uniquement l'amplificateur qui produit la saturation. 
En plus de pouvoir changer de son au pied, cela permet à l'amplificateur de fonctionner selon un régime linéaire et donne la possibilité de contrôler le niveau de sortie du son saturé. Un grand nombre de pédales de distorsion existe sur le marché avec chacune leurs spécificités et une complexité plus ou moins grande.
La grande majorité des pédales produisent une distorsion à partir de circuits à transistors, diodes et amplificateurs opérationnels. D'autres pédales (notamment les fuzz) utilisent des semi-conducteurs devenus moins courants comme le germanium.
Certaines pédales simulent la distorsion d'un amplificateur à lampes en incorporant un tube électronique de pré-amplification (type 12AX7) alimenté en 9 volts, comme la Chandler Tube Driver (utilisée notamment par David Gilmour, guitariste de Pink Floyd). D'autres pédales utilisant des tubes de pré-amplification sont alimentées en 220 volts et doivent être considérées comme pré-amplis à part entière. Ces pédales sont capables de produire la distorsion très caractéristique des amplis à lampes. Ces modèles sont plus onéreux et en général plus encombrants du fait de la haute-tension utilisée par le circuit.